# بريان (تكساس)
بريان (بالإنجليزية: Bryan)‏ هي مدينة أمريكية تقع في ولاية تكساس.تبلغ مساحة هذه المدينة 112.3 (كم²)،ويبلغ عدد سكانها 76201 نسمة حسب إحصاء سنة 2010 م. تشير إحصاءات سنة 2000م بأن الكثافة السكانية في هذه المدينة تقدر بـ(584.9) نسمة/كم2.

## التركيبة السكانية
حدّد مكتب تعداد الولايات المتحدة بيانات التركيبة السكانية لبريان في تعداد الولايات المتحدة. في ما يلي، التركيبة السكانية حسب تعدادي 2000 و2010.

### تعداد عام 2000
بلغ عدد سكان بريان 65,660 نسمة بحسب تعداد عام 2000، وبلغ عدد الأسر 23,759 أسرة وعدد العائلات 14,877 عائلة مقيمة في المدينة. في حين سجلت الكثافة السكانية 467.2 نسمة لكل كيلومتر مربع (1,210.0/ميل2). وبلغ عدد الوحدات السكنية 25,703 وحدة بمتوسط كثافة قدره 182.9 لكل كيلومتر مربع (473.7/ميل2).
وتوزع التركيب العرقي للمدينة بنسبة 64.65% من البيض و17.72% من الأمريكيين الأفارقة و0.40% من الأمريكيين الأصليين و1.65% من الأمريكيين ذوي الأصول الآسيوية و0.08% من سكان جزر المحيط الهادئ و13.32% من الأعراق الأخرى و2.17% من عرقين مختلطين أو أكثر و27.83% من الهسبانيون أو اللاتينيون من أي عرق.
بلغ عدد الأسر 23,759 أسرة كانت نسبة 35.9% منها لديها أطفال تحت سن الثامنة عشر تعيش معهم، وبلغت نسبة الأزواج القاطنين مع بعضهم البعض 44.2% من أصل المجموع الكلي للأسر، ونسبة 14% من الأسر كان لديها معيلات من الإناث دون وجود شريك، بينما كانت نسبة 4.3% من الأسر لديها معيلون من الذكور دون وجود شريكة وكانت نسبة 37.4% من غير العائلات. تألفت نسبة 26.1% من أصل جميع الأسر من عدة أفراد يعيشون في نفس المنزل ونسبة 7.7% كانت تتألف من شخص يعيش بمفرده يبلغ من العمر 65 عاماً أو أكثر. وبلغ متوسط حجم الأسرة المعيشية 2.65، أما متوسط حجم العائلات فبلغ 3.27.
بلغ العمر الوسطي للسكان 27.6 عاماً. وكانت نسبة 26.2% من القاطنين تحت سن الثامنة عشر، وكانت نسبة 17.2% بين الثامنة عشر والرابعة والعشرين عاماً، ونسبة 28.4% كانت واقعةً في الفئة العمرية ما بين الخامسة والعشرين والرابعة والأربعين عاماً، ونسبة 15.4% كانت ما بين الخامسة والأربعين والرابعة والستين، ونسبة 8.8% كانت ضمن فئة الخامسة والستين عاماً فما فوق. يوجد لكل 100 أنثى 99.4 ذكر، ويوجد لكل 100 أنثى في الثامنة عشر من عمرها فما فوق 97.6 ذكر.
بلغ متوسط دخل الأسرة في المدينة 31,672 دولارًا، أما متوسط دخل العائلة فبلغ 41,433 دولارًا. وكان متوسط دخل الذكور 29,780 دولارًا مقابل 22,428 دولارًا للإناث. وسجل دخل الفرد الخاص بالمدينة 15,770 دولارًا. وكانت نسبة 15.5% من العائلات ونسبة 22.3% من السكان تحت خط الفقر، وكان من هؤلاء نسبة 27.4% تحت سن الثامنة عشر ونسبة 11.7% في الخامسة والستين من العمر وما فوق.

### تعداد عام 2010
بلغ عدد سكان بريان 76,201 نسمة بحسب تعداد عام 2010، وبلغ عدد الأسر 27,725 أسرة وعدد العائلات 16,702 عائلة مقيمة في المدينة. في حين سجلت الكثافة السكانية 542.2 نسمة لكل كيلومتر مربع (1,404.3/ميل2). وبلغ عدد الوحدات السكنية 30,582 وحدة بمتوسط كثافة قدره 217.6 لكل كيلومتر مربع (563.6/ميل2).
وتوزع التركيب العرقي للمدينة بنسبة 64.22% من البيض و18.04% من الأمريكيين الأفارقة و0.55% من الأمريكيين الأصليين و1.72% من الأمريكيين ذوي الأصول الآسيوية و0.07% من سكان جزر المحيط الهادئ و12.82% من الأعراق الأخرى و2.57% من عرقين مختلطين أو أكثر و36.24% من الهسبانيون أو اللاتينيون من أي عرق.
بلغ عدد الأسر 27,725 أسرة كانت نسبة 34.1% منها لديها أطفال تحت سن الثامنة عشر تعيش معهم، وبلغت نسبة الأزواج القاطنين مع بعضهم البعض 39.4% من أصل المجموع الكلي للأسر، ونسبة 15.4% من الأسر كان لديها معيلات من الإناث دون وجود شريك، بينما كانت نسبة 5.4% من الأسر لديها معيلون من الذكور دون وجود شريكة وكانت نسبة 39.8% من غير العائلات. تألفت نسبة 28.1% من أصل جميع الأسر من عدة أفراد يعيشون في نفس المنزل ونسبة 7.3% كانت تتألف من شخص يعيش بمفرده يبلغ من العمر 65 عاماً أو أكثر. وبلغ متوسط حجم الأسرة المعيشية 2.64، أما متوسط حجم العائلات فبلغ 3.31.
بلغ العمر الوسطي للسكان 28.5 عاماً. وكانت نسبة 25.6% من القاطنين تحت سن الثامنة عشر، وكانت نسبة 17.4% بين الثامنة عشر والرابعة والعشرين عاماً، ونسبة 28.7% كانت واقعةً في الفئة العمرية ما بين الخامسة والعشرين والرابعة والأربعين عاماً، ونسبة 19.2% كانت ما بين الخامسة والأربعين والرابعة والستين، ونسبة 9.1% كانت ضمن فئة الخامسة والستين عاماً فما فوق. وتوزع التركيب الجنسي للسكان بنسبة 50.2% ذكور و49.8% إناث.

## توأمة
لبريان (تكساس) اتفاقيات توأمة مع:
- قازان

## أعلام
- جيلبرت بلاس
- إرنست س. ويلز
- ريني رودريجز
- جيمس ر. ديكسون
- ليندا سميث
- آر تي غوين
- بارت سيمز
- جيمس ساندرز فرنسيس
- روبرت بايرون بيرد
- جاك كينغستون